# Naiqama Lalabalavu
Ratu Naiqama Lalabalavu, né le 23 décembre 1953, est un grand chef et homme politique fidjien, président de la République depuis le 12 novembre 2024. 

## Titulature
Il porte depuis 1999 le titre de Tui Cakau, chef suprême traditionnel des populations autochtones de la province de Cakaudrove et de la confédération Tovata, ce qui fait de lui l'un des trois grands chefs suprêmes traditionnels du pays.

## Carrière politique

### Figure de l'extrême-droite
Il fait son entrée à la Chambre des représentants comme député du parti Soqosoqo ni Vakavulewa ni Taukei (« Parti politique autochtone »), parti de la droite autochtone, aux élections législatives de mai 1999. Il remporte la circonscription de Lau-Taveuni-Rotuma avec 58 % des voix. Il siège sur les bancs de l'opposition face au gouvernement travailliste du Premier ministre Mahendra Chaudhry jusqu'à ce que celui-ci soit renversé en mai 2000 lors d'un coup d'État mené par des nationalistes autochtones, dirigés par George Speight. Speight vise à réserver à la population autochtone la direction du pays, et s'indigne qu'un membre de la communauté indienne soit devenu premier ministre. Lalabalavu et plusieurs autres chefs autochtones soutiennent ouvertement le coup d'État ; Speight le nomme ministre des Affaires autochtones dans son gouvernement auto-proclamé. Speight est arrêté et condamné à la prison à perpétuité pour trahison. Ses partisans s'associent alors en un nouveau parti politique d'extrême droite, pour défendre ses thèses racistes et suprémacistes par la voie politique. Naiqama Lalabalavu est choisi pour diriger ce parti : l'Alliance conservatrice,,.
Les élections de 2001 portent au pouvoir Laisenia Qarase et son parti Soqosoqo Duavata ni Lewenivanua (« Parti des Fidji unies », droite autochtone). Lalabalavu est élu député de la circonscription ethnique autochtone de Cakaudrove-est. L'Alliance conservatrice s'associe au SDL, et entre au gouvernement. Naiqama Lalabalavu est nommé ministre des Terres et des Ressources minières. En avril 2005, il est condamné à huit mois de prison pour son rôle lors du coup d'État de l'an 2000. Il démissionne du gouvernement pour purger sa peine,. Qarase le fait rapidement libérer (il ne demeure en prison que onze jours), et il retrouve une place au gouvernement, comme ministre des Affaires autochtones. Il demeure à la tête de l'Alliance conservatrice, jusqu'à ce que celle-ci se dissolve pour fusionner avec le SDL en amont des élections de 2006. À la suite des élections, Qarase le maintient au poste de ministre des Affaires autochtones, et le nomme également ministre des Terres et du Développement des provinces,.

### «Premier ministre fantôme» puis chef de l'opposition
Le gouvernement Qarase est renversé en décembre 2006 par le chef des armées, le contre-amiral Voreqe Bainimarama, qui l'accuse de mener une politique raciste à l'encontre de la minorité indo-fidjienne, et de diviser le pays. Pendant les huit années qui suivent, Bainimarama dirige le pays avec l'appui des forces armées, et introduit des réformes politiques visant à amoindrir le racisme en politique. Des élections ont lieu en septembre 2014, et sont remportées par le parti Fidji d'abord, fondé par Bainimarama. Naiqama Lalabalavu est néanmoins élu député pour le parti Sodelpa, refonte du parti SDL. Ro Teimumu Kepa, chef du Sodelpa, est reconnue comme chef de l'opposition officielle au nouveau Parlement, mais décline la direction du cabinet fantôme, et nomme Lalabalavu au poste de « Premier ministre fantôme » (Shadow Prime Minister),.
Le 21 mai 2015 le Parlement vote sa suspension de l'assemblée pour une durée de deux ans, pour propos outranciers proférés en dehors de la chambre à l'égard de la présidente du Parlement. Il est réélu député (de justesse) lors des élections législatives de novembre 2018, auxquelles son fils Ratu Atonio Lalabalavu est également élu. Il est nommé ministre fantôme des Affaires autochtones dans le cabinet fantôme du nouveau chef de l'Opposition, Sitiveni Rabuka. En 2020, il demande -sans succès- la libération de George Speight et des autres auteurs du coup d'État de 2000.
Fin novembre 2020, le député Viliame Gavoka défie avec succès Sitiveni Rabuka pour la direction du parti Sodelpa. Le 9 décembre, les députés du parti élisent toutefois Ratu Naiqama comme chef de l'opposition parlementaire, dissociant ainsi ce poste de celui de chef du parti.

### Président du Parlement
Fin octobre 2022, en amont des élections législatives de décembre, Ratu Naiqama quitte le Sodelpa avec sept autres députés pour devenir membre de l'Alliance populaire, parti issu d'une scission au sein du Sodelpa. C'est avec cette nouvelle étiquette qu'il se présente sans succès aux élections : Il termine 43e sur la liste du parti, qui obtient 21 sièges. Ces élections portent au pouvoir une coalition de l'Alliance populaire, du Parti de la fédération nationale et du Sodelpa. Proposé par cette nouvelle majorité, Ratu Naiqama Lalabalavu est élu président du Parlement par vingt-huit voix contre vingt-sept pour le président du Parlement sortant, Ratu Epeli Nailatikau. Lenora Qereqeretabua, du PFN, est élue vice-présidente du Parlement, par vingt-huit voix contre vingt-sept également.
Le 14 mai 2023, jour de commémoration de l'arrivée aux Fidji des premiers travailleurs indiens sous statut d’indenture en 1879, durant la période coloniale, le Premier ministre Sitiveni Rabuka demande pardon pour avoir mené les coups d'État de 1987. Par la même occasion, l'Église méthodiste des Fidji demande pardon pour avoir soutenu les coups d'État anti-indiens de 1987 et de l'an 2000. Les trois plus hauts chefs autochtones coutumiers du pays, Ro Teimumu Kepa, Ratu Epenisa Cakobau et Ratu Naiqama Lalabalavu, demandent également pardon. Invité à une cérémonie de réconciliation, Mahendra Chaudhry accepte les excuses offertes, rappelle les souffrances endurées par les citoyens d'ascendance indienne lors des violences qui ont accompagné ces coups d'État, et demande que le processus de réconciliation se poursuive avec des « mesures concrètes » pour prémunir la société fidjienne de violences racistes similaires à l'avenir. Timoci Bavadra, le Premier ministre travailliste renversé en 1987, est pour sa part mort d'un cancer en 1989,,.
En septembre 2024, lorsque le député indépendant Aliki Bia évoque au Parlement son ancêtre salomonais victime de blackbirding et qualifie d'« oubliés » les descendants des Mélanésiens amenés aux Fidji au XIXe siècle comme ouvriers agricoles quasi-esclaves, Ratu Naiqama -invoquant son propre rôle de chef autochtone et pas seulement de président du Parlement- lui rétorque qu'il n'est pas maltraité et qu'il ne devrait pas avoir l'« audace » de suggérer que les autochtones fidjien n'ont pas bien accueilli et intégré les Mélanésiens. Cette intervention de Ratu Naiqama est dénoncée par des organisations fidjiennes des droits de l'homme, qui l'accusent de minimiser le vécu des descendants d'esclaves.

### Président de la République
Le 31 octobre 2024, le Parlement élit le président de la République. Le président sortant, Ratu Wiliame Katonivere, n'étant pas candidat à un nouveau mandat, le Premier ministre Sitiveni Rabuka propose le nom de Ratu Naiqama Lalabalavu, tandis que le chef de l'opposition parlementaire, Inia Seruiratu, propose celui de Ratu Meli Tavaiqia. Le Parlement élit Ratu Naiqama par trente-sept voix contre seize. Il entre en fonction le 12 novembre.